# أنا ماريا بريزيو
أنا ماريا بريزيو هي عالمة تاريخ فني من مواليد عام 1902 وتُوفيت عام 1982، وعضوة مجموعة فينيسيانا الفنية شاركت بالعديد من المؤلفات حول أعمال الفنان ليوناردو دافينشي.a

## مؤلفاتها
- الذكرى المئوية الرابعة لولادة باولو كالياري المسماة باولو فيرونيزي. ملاحظات عن التعريف النقدي لأسلوب باولو فيرونيزي، في مجلة الفن. مجلة نصف شهرية من تاريخ الفن في العصور الوسطى والحديثة.
- الأعمال الشابة لبوتيتشيلي. "مجلة الفن. مجلة نصف شهرية من تاريخ الفن في العصور الوسطى والحديثة، مارس 1933.
- الفرنسية الخامسة (1435-1935)، ديسمبر 1935، ص. 293-303
- فرشيلي. كتالوج للفن والآثار في إيطاليا، روما 1935
- الفن في القرن التاسع عشر والقرن العشرين، نشر دار الاتحاد بتورينو، تورينو 1939 (6 مجلدات من الفن الكلاسيكي والتاريخ الإيطالي، وأُعيد طبعها عدة مرات حتى عام 1962)
- ملاحظة ببليوغرافية للدراسات الإيطالية الحديثة حول مواضيع اللوحات الإسبانية والإيطالية الإسبانية، في إيطاليا وإسبانيا. مقالات حول العلاقات التاريخية والفلسفية والفنية بين الحضارتين، قام بتحريرها المعهد الوطني للعلاقات الثقافية مع الدول الأجنبية، لو مونير، فلورنسا، 1941.
- الرسم في بيدمونت حتى القرن السادس عشر، جي. بارافيا، تورينو 1942.
- مقتطفات مختارة من حياة جيورجيو فاساري، تحرير آنا ماريا بريزيو، اتحاد مطبوعات النشر في تورينو، تورينو 1948 (أُعيد طبعه لاحقًا حتى عام 1996).
- كتابات مختارة لليوناردو دا فينشي، برعاية آنا ماريا بريزيو، تورينو، 1952 (طُبع لاحقًا، حتى عام 2000) دار الاتحاد للنشر.
- الارتباطات والمراسلات بين ورقة من قانون الأطلسي وأوراق التشريح ورموز B وC من العين، والأهرامات والظلال في «مجموعة فينسيانا».
- رسالة الفن لليوناردو دافينشي.
- مخطوطات ليوناردو دافنشي في مكتبة ناسيونال دي مدريد، أكاديمية كادو، بودابست، صفحات. 725–734
- رسومات كارلو فرانشيسكو نوفولوني في مكتبة أمبروسيانا، أ. نيكولا، ميلانو - فاريزي 1959.
- الأناقة. النهضة، في «نشرة المركز الدولي للدراسات المعمارية، (1967)، ص. 219-226
- استعراض الدراسات الفائزة من 1952 إلى 1968، ص. 107-120.